# Ramon Muntaner i Torruella
Ramon Muntaner i Torruella (Cornellà de Llobregat, 29 de setembre de 1950 - Sant Cugat del Vallès, 9 de desembre de 2021) va ser un dels cantautors més destacats del moviment cultural de la Nova Cançó. Servint-se de lletres de poetes catalans, generalment vius i alguns encara desconeguts, va publicar fins a vuit discos al llarg de tretze anys. Fou el director de la SGAE a Catalunya i les Illes Balears des del 1996 fins que va morir.

## Biografia
Estudià solfeig, piano i guitarra. Va fer quatre anys de Psicologia la Universitat de Barcelona, però va deixar aquests estudis en adonar-se que podia viure de la música. Després de compondre música per a teatre, el 1972 guanyà el Concurs de Promoció de Noves Veus de la Cova del Drac. Es donà a conèixer a partir de 1974 com a teloner de Lluís Llach, Pi de la Serra i Maria del Mar Bonet. Aquest mateix any, Edigsa publicà un senzill que contenia dues cançons, No convé que diguem el nom, sobre un poema de Salvador Espriu, i Decapitació XI, sobre uns versos de Pere Quart, i en què es presentà com un intèrpret a la vegada ple de força i sensibilitat.
El 1975 aparegué el seu primer àlbum, Cançó de carrer, en què musicà poemes de Pere Quart, Miquel Desclot, Palau i Fabre o Salvador Espriu, entre d'altres, i que obtingué un gran èxit sobretot entre el públic jove. El reconeixement fou fruit de la seva excel·lent formació musical, de ser un dels primers a envoltar-se d'un bon grup de músics i del seu aspecte amb cabells llargs, unit a una considerable força vocal no incompatible amb una gran tendresa. El segon àlbum, Presagi, aparegué l'any següent, dedicat de manera monogràfica a la poesia de Miquel Martí i Pol. Presentà el disc al Palau de la Música amb un èxit notable i amb reaccions del públic properes al fenomen fan.
El 1977 fitxà per Movieplay i presentà el seu tercer àlbum, Cròniques, altra vegada posant música a diferents poetes. L'any següent, en col·laboració amb Joan Ollé, publicà un àlbum unitari sobre la infantesa durant els anys 1950 a Barcelona, Veus de lluna i celobert, el qual interpretà als recitals d'una tirada. El següent àlbum, de 1979, es titulà Balades i cançons, disc que conté una segona cara dedicada a poemes de Josep Maria de Sagarra. Uns grans arranjaments de Manel Camp arrodoniren el seu treball que, tanmateix, no obtingué gaire ressò popular. No fou fins al 1982 que publicà dos nous discos. Per un costat, la banda sonora de la pel·lícula La plaça del Diamant, basada en la novel·la de Mercè Rodoreda, i, per l'altre, El pas del temps, de nou amb textos de Joan Ollé. El darrer disc, Fugida, format íntegrament per textos de Vicenç Villatoro, aparegué el 1988, en uns moments en què ja estava pràcticament allunyat dels escenaris.
L’any 1990 va ser nomenat director de Ressons, un centre de promoció i difusió de la cançó, dependent de la Generalitat. L'any 1992 va incorporar-se com a director artístic de l'Espai de Dansa i Música de la Generalitat de Catalunya i com a director del Mercat de Música Viva de Vic, càrrecs que ocupà fins a començaments de 1996, quan fou nomenat director de la SGAE a Catalunya i les Illes Balears.
El 2018 el festival Barnasants va homenatjar-lo amb un concert antològic on van participar intèrprets de diferents generacions de la música catalana com Joan Isaac, Roger Mas, Sílvia Comes, Enric Hernàez, Borja Penalba, Túrnez & Sesé, Eduard Iniesta o el grup Coses.
Va morir el 9 de desembre de 2021, als 71 anys, d'un infart a Sant Cugat del Vallès, on residia.

## Discografia
- Ramon Muntaner (Senzill, 1974)
- Cançó de carrer (LP, 1975)
- Presagi (LP, 1976)
- Cròniques (LP, 1977)
- Veus de lluna i celobert (LP, 1978)
- Balades i cançons (LP, 1979)
- El pas del temps (LP, 1982)
- La plaça del diamant (LP, 1982)
- Fugida (LP, 1988)[7]